# Caecidotea nickajackensis
Caecidotea nickajackensis is een pissebed uit de familie Asellidae. De wetenschappelijke naam van de soort is voor het eerst geldig gepubliceerd in 1881 door Packard.